# Сонино (Кстовський район)
Сонино (рос. Сонино) — присілок в Кстовському районі Нижньогородської області Російської Федерації.
Населення становить 16 осіб. Входить до складу муніципального утворення Чернишихинська сільрада.

## Історія
Від 2009 року входить до складу муніципального утворення Чернишихинська сільрада.

## Населення
| 2002 | 2010 |
| ---- | ---- |
| 11   | ↗16  |